# Спрингървил
Спрингървил (на английски: Springerville) е град в окръг Апачи, щата Аризона, САЩ. Спрингървил е с население от 1980 жители (2007) и обща площ от 30,3 km². Намира се на 2124 m надморска височина. ЗИП кодът му е 85938, а телефонният му код е 928.